# 立川談四楼
立川 談四楼（たてかわ だんしろう、1951年6月30日 - ）は、日本の落語家、作家。本名∶高田 正一。出囃子は『喜撰』。落語立川流所属。群馬県邑楽郡邑楽町生まれ。

## 来歴
1970年3月群馬県立太田高等学校卒業と同時に、立川談志に入門。前座名は寸志。前座時代には林家種平、林家公平、柳家ほたるの4人で「少女ふれんど」というバンドを結成しレコードを出している。
1975年11月∶二ツ目昇進。談四楼と改名。1980年、NHK新人落語コンクール優秀賞受賞。

### 真打昇格不合格・落語協会離脱
1983年、落語協会での真打昇進試験において、談四楼と兄弟子の小談志（後に談志門下を離れ喜久亭寿楽になる）が不合格になる。これをきっかけに談志は弟子をつれて落語協会を離れ、落語立川流を結成。同年11月、落語立川流真打に昇進。
落語界の将来に疑問を持ち、上記にある自身の真打試験失敗経験などを書きつづった小説集『シャレのち曇り』で1990年に作家デビュー。

## 人物
日本共産党を支持しており、自公政権批判を繰り返している。日本共産党創立99周年記念講演会へビデオメッセージを寄稿している。同党の書記局長の小池晃が、「金メダルラッシュをどうお思いですか」と記者団に聞かれた際に「オリンピックに反対の立場ですから中身にふれるわけにはいきません」と言ったことに感心したと述べている。共産党がどう成長していくのかを期待していて、「共産党はえらい、すごい」と述べている。
『BURRN!』（2004年10月号、シンコーミュージック・エンタテイメント）のコラムによれば、2ちゃんねるを嫌悪しているとのこと。
好きな女優は永作博美である。

## ボクシングファン
小説家として落語・落語界を題材にとることが多いが、談四楼はボクシングの大ファンであるため、ボクシングを主題にした作品「ファイティング寿限無」がある。
プロボクサーの高田小次郎は談四楼の実子。当初は地元東京世田谷のジムに入ったが、一念発起し単身、大阪（六島ボクシングジム。一時期の世界王者名城信男を擁する）に移り、2011年に負けなしの8連勝でA級に昇格した。

## 出演番組
- ミュージックスクウェア・歌の百貨店（文化放送）
- エアレボリューション（ニコニコ生放送）

## 著作
- 『シャレのち曇り』（1990年2月 文藝春秋 / 2008年7月 ランダムハウス講談社文庫 / 2016年5月 PHP文芸文庫）
- 『どうせ曲った人生さ 落語家philosophy』 （1994年7月 毎日新聞社）
- 『石油ポンプの女』（1995年2月 毎日新聞社 / 2000年3月 新潮文庫）
- 『ファイティング寿限無』（1998年6月 新潮社 / 2005年8月 ちくま文庫 / 2016年7月 祥伝社文庫）
- 『師匠!』（2000年8月 新潮社 / 2008年8月 ランダムハウス講談社文庫 / 2016年11月 PHP文芸文庫）
- 『落語的ガチンコ人生講義』（2001年7月 新潮OH!文庫）
- 『日本語通り』（2002年11月 毎日新聞社）
  - 『声に出して笑える日本語』（2009年4月 光文社知恵の森文庫） ※『日本語通り』を加筆、再構成
- 『話のプロが教える驚くほどつきあいがうまくいく会話の本 どんな相手も苦にならない30のルール』（2003年6月 青春出版社）
- 『煮ても焼いてもうまい人』（2004年6月 エイ出版社（エイ文庫））
- 『大書評芸』（2005年3月 ポプラ社）
- 『寿限無のささやき』（2007年10月 暮らしの手帖社）
- 『新・大人の粋』（2008年4月 講談社）
  - 『粋な日本語はカネに勝る!』（2009年10月 講談社+α文庫） ※『新・大人の粋』を加筆、修正
- 『一回こっくり』（2008年9月 新潮社）
- 『もっと声に出して笑える日本語』（2009年8月 光文社知恵の森文庫）
- 『記憶する力忘れない力』（2010年2月 講談社+α新書）
  - 『落語家のもの覚え』（2020年3月 ちくま文庫） ※『記憶する力忘れない力』を改題、増補
- 『長屋の富』（2010年11月 筑摩書房）
- 『話のおもしろい人、ヘタな人』（2010年11月 PHP研究所）
- 『落語家のやけ酒、祝い酒』（2011年7月 PHP研究所）
- 『談四楼がやってきた! ~落語立川流の最終兵器~』（2012年6月 音楽出版社）
- 『たかがピンチじゃないか──人生の達人桐山靖雄に学ぶ、強く生きる知恵』（2012年6月 平河出版社）
- 『談志が死んだ』（2012年12月 新潮社 / 2015年11月 新潮文庫）
- 『大人の粋 Adult Chic』（2013年4月 IBCパブリッシング）
- 『ほめる力──人に認められる極意、教えます』（2013年8月 学研パブリッシング）
- 『一流の人はなぜ落語を聞くのか』（2014年2月 ベストセラーズ）
- 『いつも心に立川談志』橘蓮二写真（2015年7月 講談社）
- 『そこでだ、若旦那!』（2016年10月 シンコーミュージック・エンタテイメント）
- 『もっとハゲしく声に出して笑える日本語』（2017年9月 光文社知恵の森文庫）
- 『しゃべるばかりが能じゃない──落語立川流伝え方の極意』（2020年3月 毎日新聞出版）
- 日本文藝家協会編『短編ベストコレクション 現代の小説2021 』（2021年11月、小学館文庫）-『三日間の弟子』（初出「東京かわら版」2020年6月号）収録。
- 『恋文横丁八祥亭』（2022年8月、小学館文庫）
- 『七人の弟子』（2024年12月、左右社）

## 漫画原作
- 山遊亭海彦 全5巻 (さだやす圭画、講談社・モーニングKC、1997年～1998年)

## 原作
- ヤスとヒコ三河物語（1994年9月、NHK-FM）

## 連載
- そこでだ、若旦那!→帰ってきた立川談四楼のそこでだ、若旦那！（ヘヴィメタル専門誌 BURRN!）

## 弟子

### 真打
- 立川わんだ - 初代林家木久蔵門下を経て快楽亭ブラック門下より移籍

### 二ツ目
- 立川寸志
- 立川だん子（女流）
- 立川只四楼（元 メンソールライト）
- 立川半四楼

### 前座
- 立川談声
- 立川公四楼
- 立川談九（だんく）

### 廃業
- 立川康四楼（広島市出身）
- 立川長四楼（秋田県仙北市出身）
- 立川語楼（2017年に廃業。2021年に港家小柳丸（４代目）に入門し「港家柳一」、2025年4月年季明け「港家小蝶次」）
- 立川琉四楼[6]